# Gijs van Lennep
Pour les articles homonymes, voir Van Lennep.
Gijs van Lennep, né le 16 mars 1942 à Aerdenhout, est un pilote de course automobile néerlandais. Il a notamment disputé 8 Grands Prix de Formule 1 entre 1971 et 1975 et a marqué 2 points au championnat du monde des pilotes.
Il est connu pour avoir remporté deux fois les 24 Heures du Mans.

## Biographie

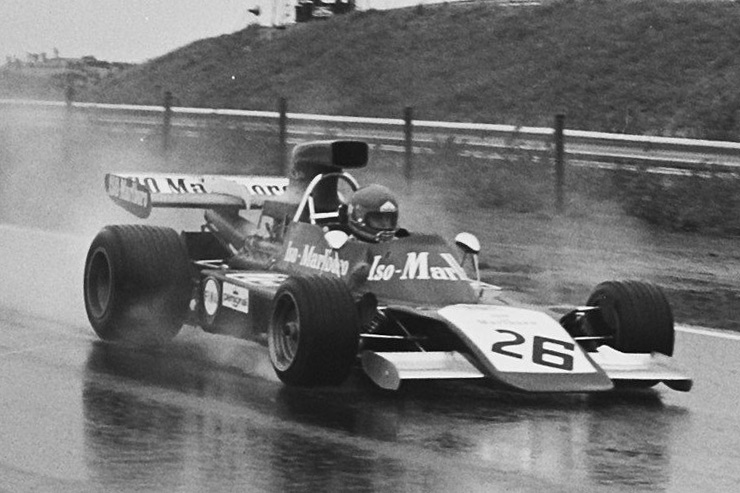
Gijs van Lennep au Grand Prix des Pays-Bas 1973

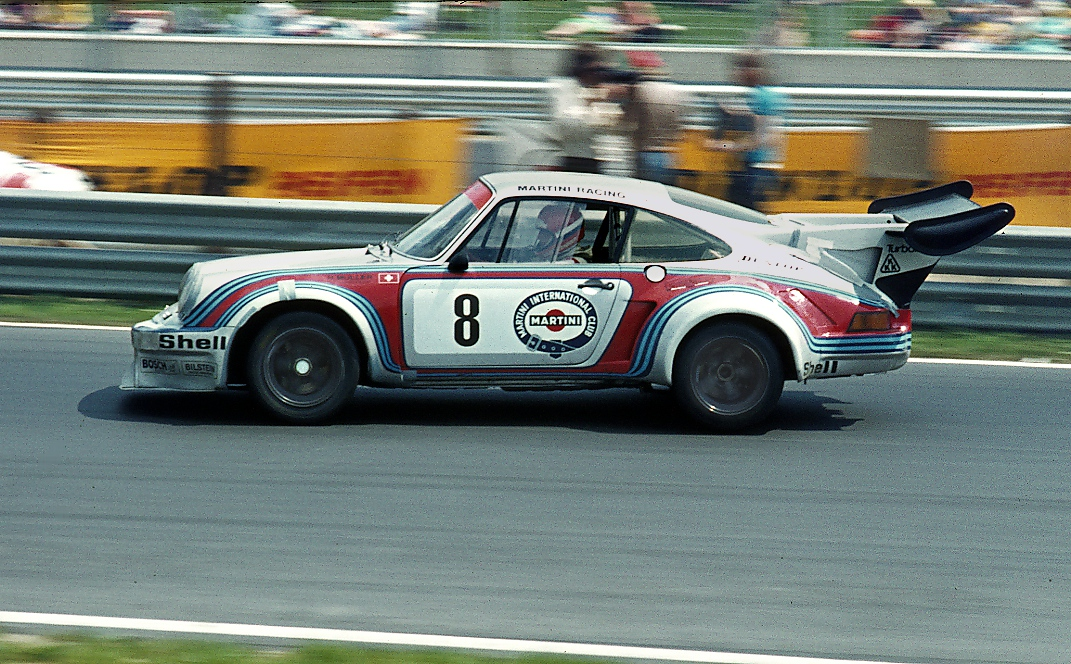
Gijs van Lennep lors des 1000 km du Nürburgring 1974

Après des débuts en 1964, il remporte, en Sport-prototypes le Grand Prix de Paris en 1966 sur Porsche 906, puis en 1969 en TouringCar deux épreuves de l'ETCC, les 2 Heures de Budapest et les 6 Heures du Nürburgring, sur Porsche 911 (ainsi que le Trophée des Dunes de Zandvoort la même année sur une Abarth 2000 SP). Van Lennep court entretemps lors de quelques épreuves pour l'équipe Porsche officielle, en voiture de sport durant la saison 1967.
Il gagne la première Porsche Cup en 1970 et s'impose ensuite lors des 24 heures du Mans 1971, avec Helmut Marko, au volant d'une Porsche 917 du Martini Racing, en établissant le record de la plus grande distance parcourue (5 335,310 km à la vitesse moyenne de 222,304 km/h) ; le record perdurera jusqu'en 2010.
En 1971, son sponsor Stichting Autoraces Nederland l'aide financièrement pour ses débuts en Formule 1, au Grand Prix des Pays-Bas au sein de l'écurie Surtees ; il termine huitième. Il gagne, en octobre les 1 000 kilomètres de Paris, une semaine après avoir été deuxième des 1 000 kilomètres de Barcelone.
En 1972, Van Lennep gagne le Championnat de Grande-Bretagne de Formule 5000 au volant d'une Surtees TS11. L'année suivante, il est engagé en Formule 1, pour deux ans, par l'écurie Williams et il marque son premier point au championnat au Grand Prix des Pays-Bas 1973.
Avec Ensign, il obtient son deuxième point en championnat au Grand Prix d'Allemagne 1975, et devient le deuxième Néerlandais ayant marqué le plus de points au championnat derrière Carel Godin de Beaufort.
En parallèle à sa carrière en Formule 1, il court en endurance ; en 1973, il gagne la Targa Florio (après avoir été deuxième de l'épreuve deux ans auparavant) avec Herbert Müller, au volant d'une Porsche 911 Carrera RSR puis il remporte les 24 Heures du Mans 1976 avec Jacky Ickx avant de se retirer du sport automobile.

## Résultats en championnat du monde de Formule 1
| Saison | Écurie                        | Châssis        | Moteur          | Pneus     | GP disputés | Points inscrits | Classement |
| ------ | ----------------------------- | -------------- | --------------- | --------- | ----------- | --------------- | ---------- |
| 1971   | Stichting Autoraces Nederland | TS7 TS9        | Cosworth DFV V8 | Firestone | 1           | 0               | Nc.        |
| 1973   | Frank Williams Racing Cars    | Iso Marboro IR | Cosworth DFV V8 | Firestone | 3           | 1               | 20e        |
| 1974   | Frank Williams Racing Cars    | Iso Marboro FW | Cosworth DFV V8 | Firestone | 2           | 0               | Nc.        |
| 1975   | HB Bewaking Team Ensign       | N174 N175      | Cosworth DFV V8 | Goodyear  | 3           | 1               | 19e        |

## Résultats aux 24 Heures du Mans

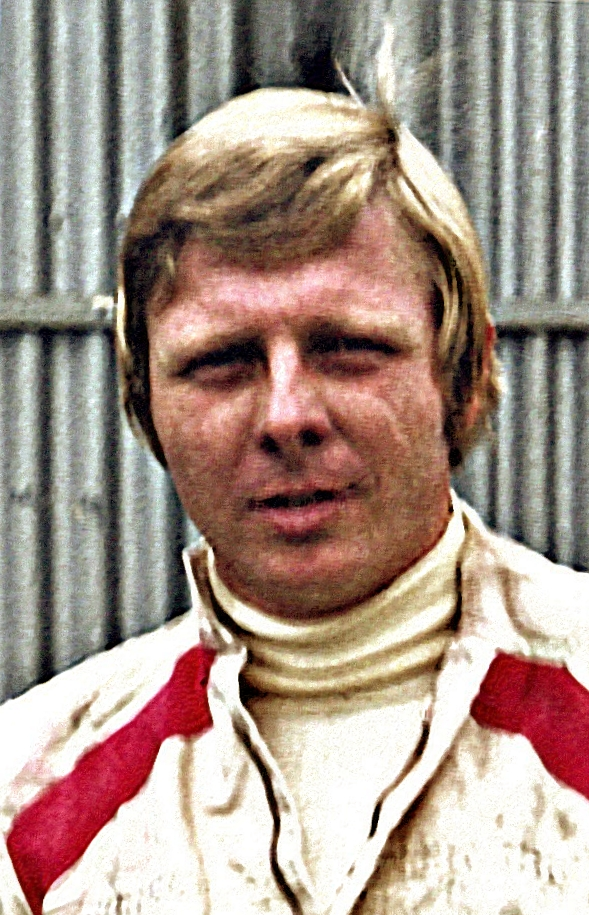
Gijs van Lennep en 1971

| Année | Écurie                        | Châssis             | Moteur                     | Classement |
| ----- | ----------------------------- | ------------------- | -------------------------- | ---------- |
| 1970  | David Piper                   | Porsche 917 K       | Porsche 4,5 L Flat-12      | Abandon    |
| 1971  | Martini Racing Team           | Porsche 917 K       | Porsche 5,0 L Flat-12      | Vainqueur  |
| 1972  | Ecurie Bonnier Switzerland    | Lola T280           | Ford-Cosworth 3,0 L V8     | Abandon    |
| 1973  | Martini Racing Team           | Porsche Carrera     | Porsche 3,0 L Flat-6       | 4e         |
| 1974  | Martini Porsche               | Porsche Turbo RSR   | Porsche 2,2 L turbo Flat-6 | 2e         |
| 1975  | Gelo Racing Team              | Porsche Carrera RSR | Porsche 3,0 L Flat-6       | 5e         |
| 1976  | Martini Racing Porsche System | Porsche 936         | Porsche 2,2 L turbo Flat-6 | Vainqueur  |